# Neaetha fulvopilosa
Neaetha fulvopilosa är en spindelart som först beskrevs av Lucas 1846.  Neaetha fulvopilosa ingår i släktet Neaetha och familjen hoppspindlar. Inga underarter finns listade i Catalogue of Life.